# Xerpell del Pla
Xerpell del Pla és una masia situada al municipi de Pinell de Solsonès, a la comarca catalana del Solsonès.
Està situada a 843 m d'altitud.